# Emerald Lake Hills
Emerald Lake Hills es un lugar designado por el censo y área no incorporada del condado de San Mateo, en el estado de California, los EE. UU. Está situada en las colinas entre Woodside y Redwood City, limitados ásperamente por la calle de Edgewood, alameda de las Pulgas, bulevar Farm Hill y la autopista 280 de un estado a otro. La población era de 3899 habitantes en el censo 2000.

## Geografía
Emerald Lake Hills está situada en las coordenadas 37°27′52″N 122°15′59″O / 37.46444, -122.26639 (37.464388, -122.266389). Según la Oficina del Censo de los Estados Unidos, la localidad tiene un área total de 3.1 kilómetros cuadrados (1.2 millas), de la cual 3.1 kilómetros cuadrados (² de 1.2 millas cuadradas) es tierra y el 0.85 % es agua.

## Demografía
Según el censo GR2 del 2000, había 3.899 personas, 1.437 casas, y 1.120 familias que residían en la vecindad. La densidad demográfica era ² del 1,275.8/km (² 3,312.1/mi). Había 1.466 unidades de cubierta en una densidad media del ² de los 479.7/km (² 1,245.3/mi). La división racial de la vecindad era 87.46% blancos, 0.76% afroamericanos, 0.38% americanos nativos, 7.16% asiáticos, 0.41% isleños pacíficos, 2.36% de otras razas, y 4.08% a partir de dos o más razas. Hispanos o Latinos de cualquier raza era 7.18% de la población.

## Educación
Dividen en zonas a los residentes a las escuelas primarias en el distrito de las escuelas de Redwood City School Distrisct y a las escuelas secundarias en el distrito de Sequoia Union High School District. Los niños de las escuela primarias la mitad de la parte norte del CDP atienden a la escuela de Clifford School, mientras que los niños de la escuela primaria por la mitad meridional atienden a la escuela de la Roy Cloud School. Los jóvenes de la High School secundaria atienden a las High Schools secundarias de Woodside High School o Sequoia High School.